# Ceratocanthus inca
Ceratocanthus inca är en skalbaggsart som beskrevs av Renaud Maurice Adrien Paulian 1982. Ceratocanthus inca ingår i släktet Ceratocanthus och familjen Hybosoridae. Inga underarter finns listade i Catalogue of Life.